# Nikolai Ernestowitsch Bauman

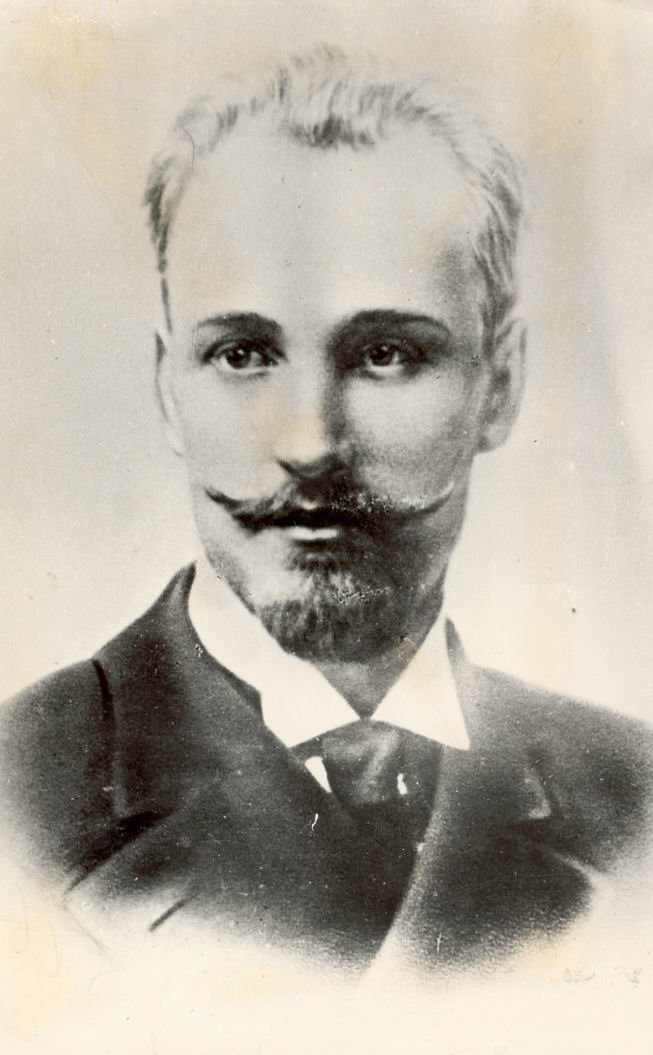
Nikolai Bauman

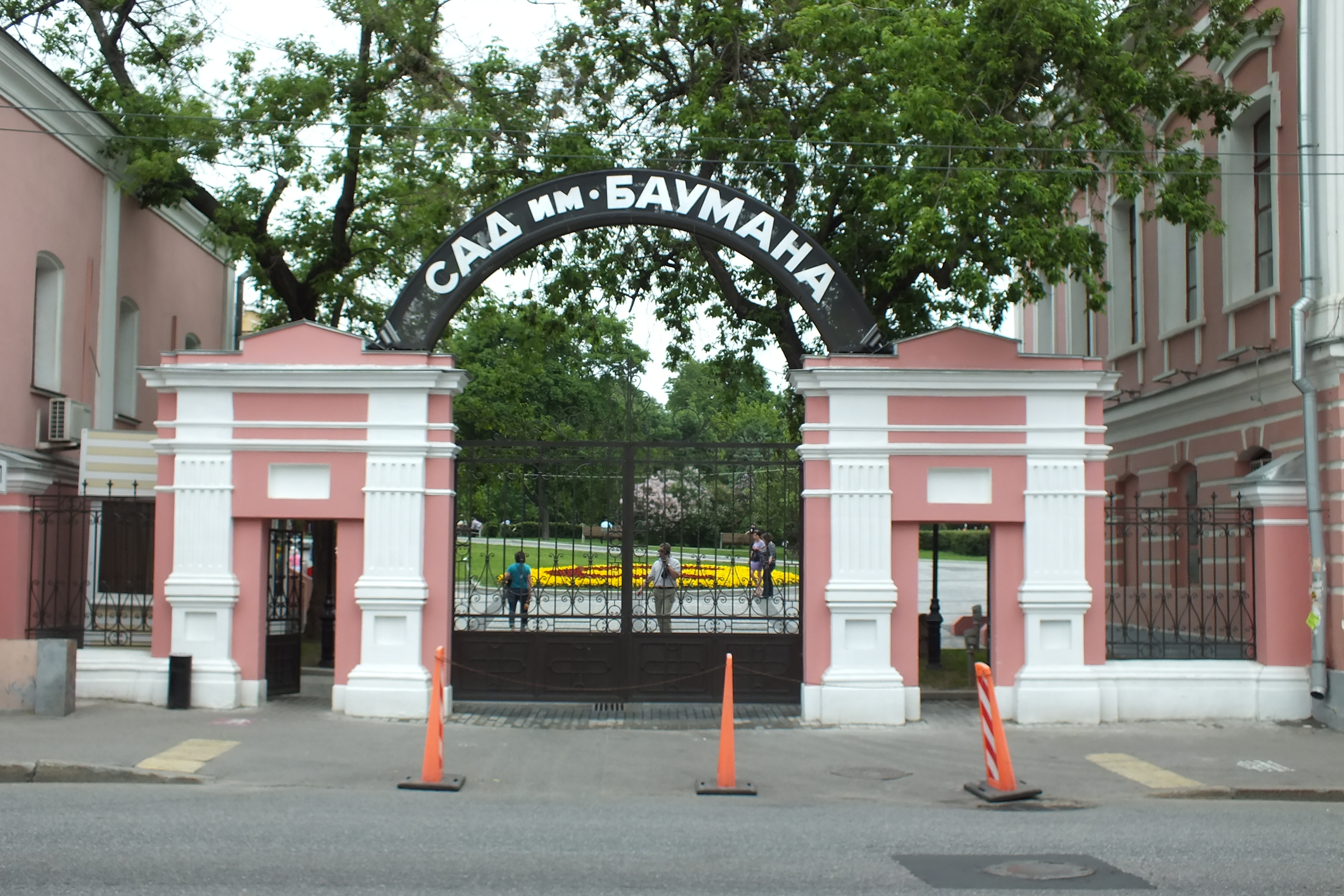
Bauman-Park bei der Technischen Universität in Moskau

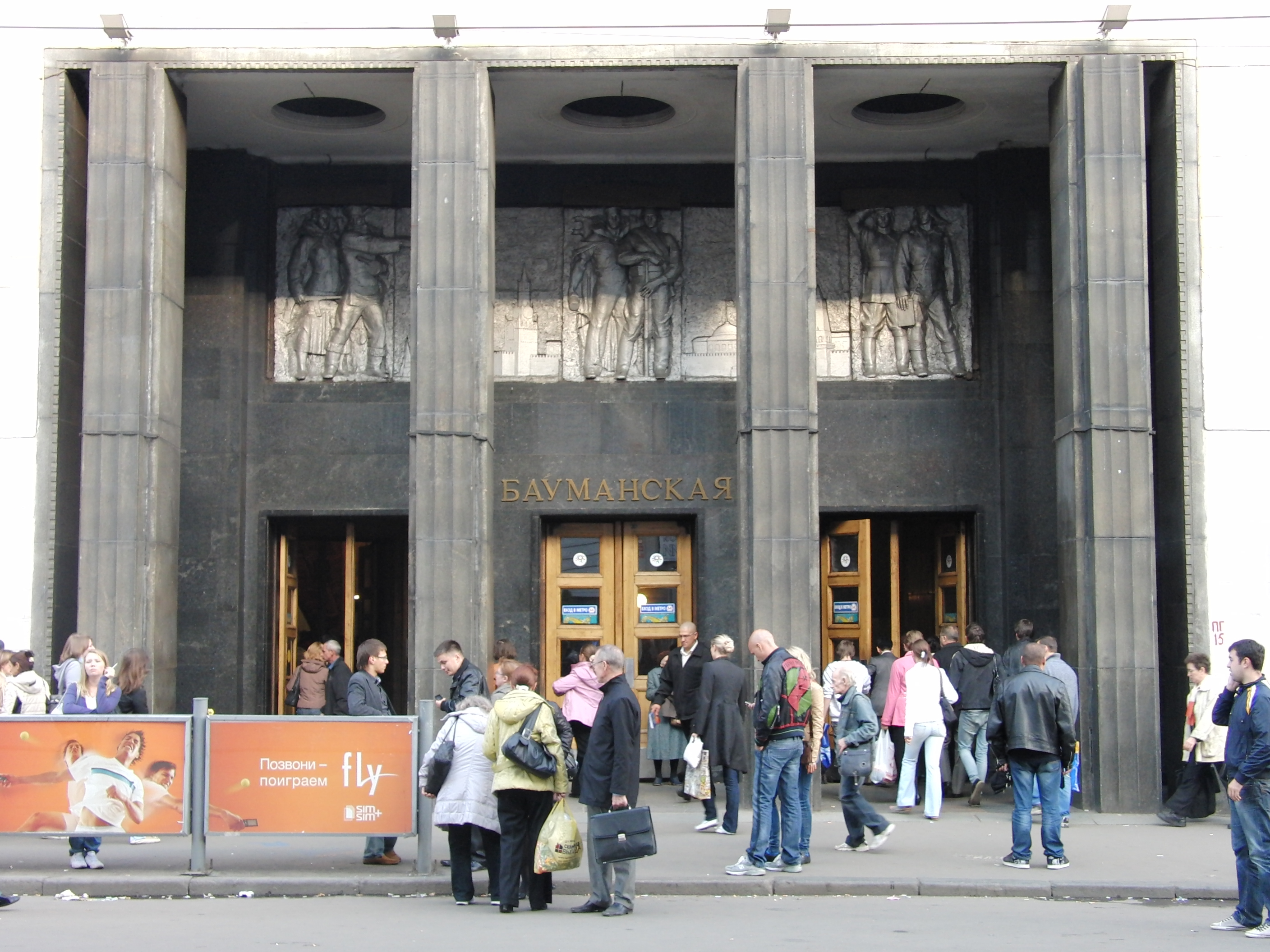
Vorhalle der Metrostation Baumanskaja

Nikolai Ernestowitsch Bauman (russisch Николай Эрнестович Бауман; * 17. Maijul. / 29. Mai 1873greg. in Kasan; † 18. Oktoberjul. / 31. Oktober 1905greg. in Moskau) war ein russischer Revolutionär.

## Leben
Bauman entstammte einer deutsch-russischen Familie und studierte Veterinärmedizin in Kasan. In Sankt Petersburg wurde er wegen revolutionärer Umtriebe verhaftet und von 1897 bis 1899 in der Peter-und-Paul-Festung inhaftiert.
Von 1899 bis 1901 war er in der Schweiz im Exil, wo er auch Lenin kennenlernte. Bauman war Mitglied der Bolschewiki.
In Moskau wurde er 1904 erneut verhaftet und im Taganka-Gefängnis eingesperrt, wo er von einem Mitglied der Schwarzen Hundert zu Tode geprügelt wurde.

## Ehrungen
In der Sowjetzeit war ein Stadtbezirk von Moskau nach ihm benannt, die Staatliche Technische Universität Moskau, ebenso zahlreiche Straßen und ein in der DDR gebautes Kreuzfahrtschiff (später umbenannt in Knyazhna Anastasiya, dt. Fürstin Anastassija). Bauman ist auch Namensgeber einer Metrostation der Arbatsko-Pokrowskaja-Linie der Moskauer Metro.

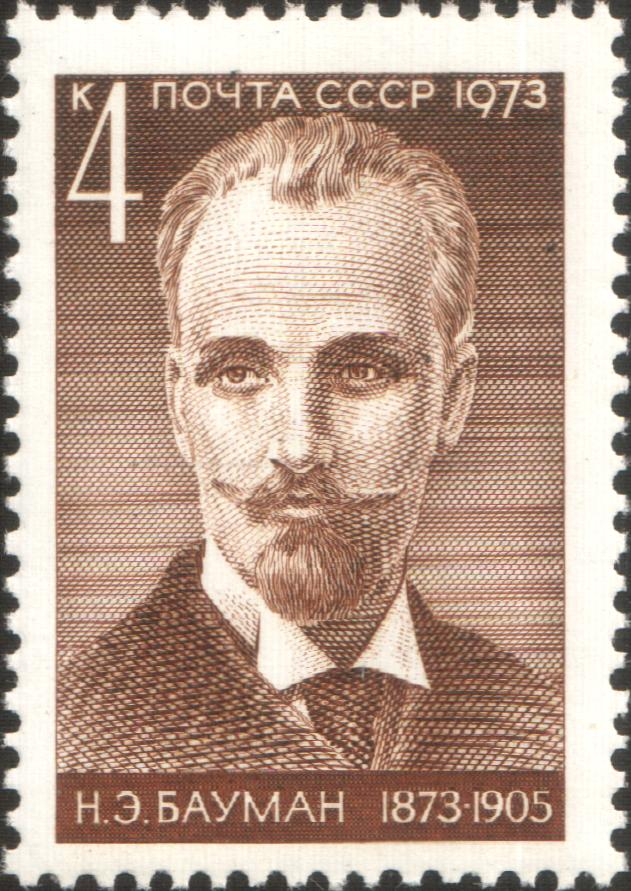
Briefmarke der UdSSR, 1973
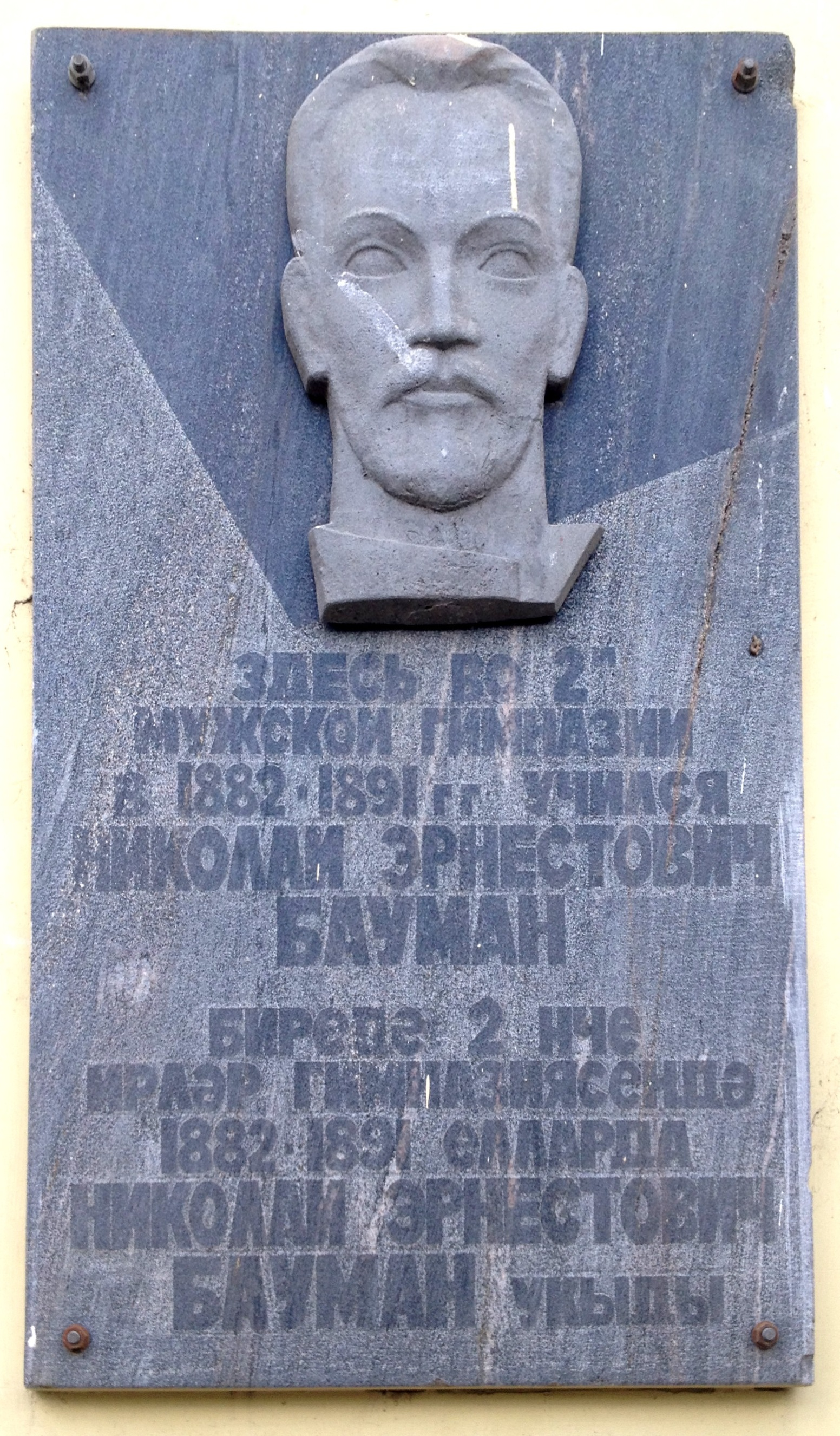
Gedenktafel in Kasan
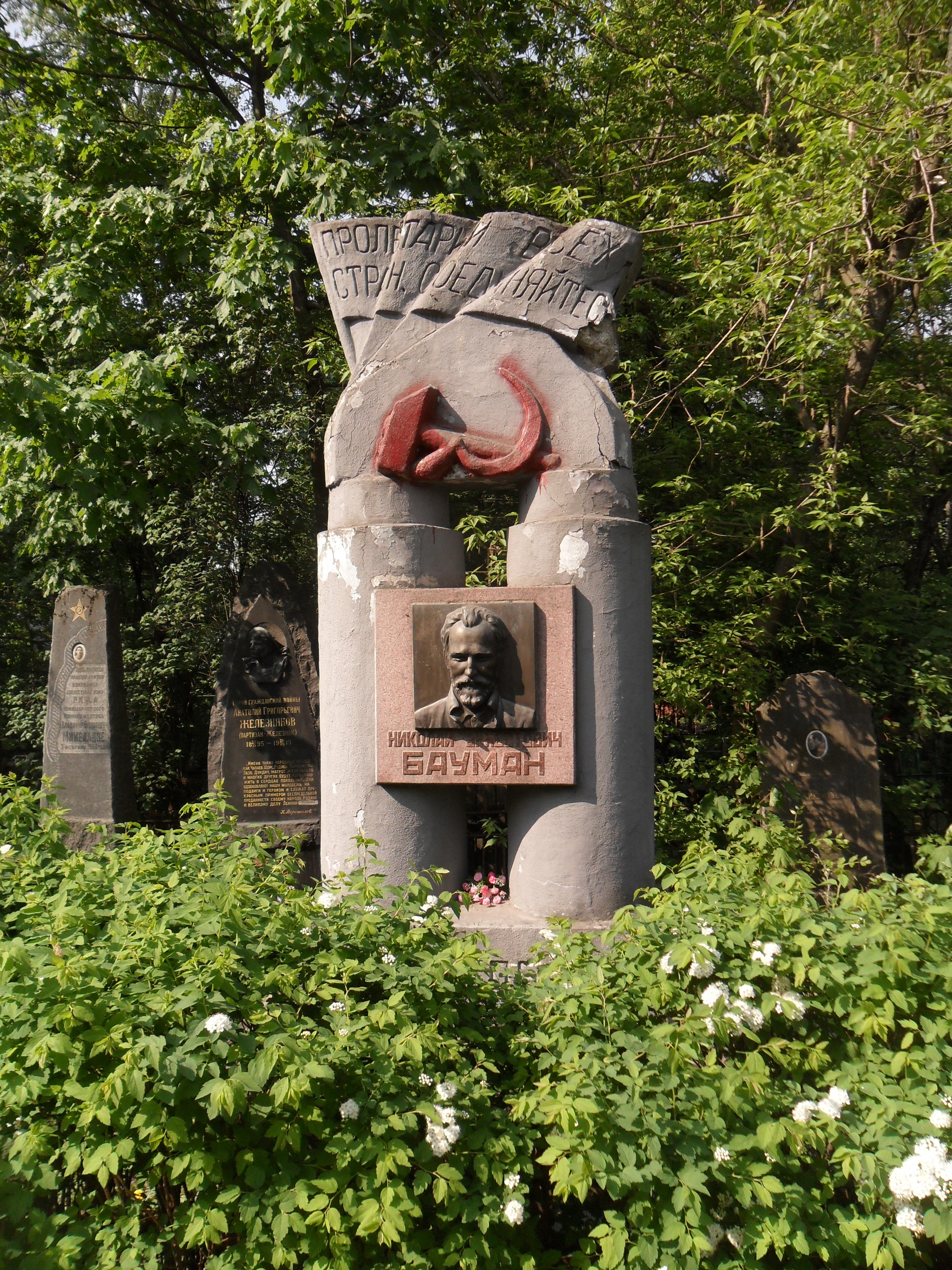
Baumans Grab auf dem Wagankowoer Friedhof